# Thierry Coppens
Thierry Coppens ('s-Gravenbrakel, 2 november 1979) is een Belgische voetballer. Hij speelt als doelman. Tegenwoordig is hij actief bij KSK Ronse als eerste doelman. Voordien speelde hij bij eersteklasser SV Zulte Waregem.

## Carrière
- jeugd: Soignies Sports
- 1998-2000:RAA La Louvière
- 2000-2006: Royale Union SG
- 2006-2007: FCV Dender EH
- 2007-2010: SV Zulte Waregem
- 2010-... : KSK Ronse